# Anna Serra
Pour les articles homonymes, voir Serra.
Anna Serra Salamé, née le 17 juin 1969 à Horta dans la banlieue de Barcelone, est une coureuse de fond espagnole spécialisée en skyrunning et en triathlon d'hiver. Elle a remporté la Skyrunner World Series 2004. Elle a également remporté deux médailles de bronze en relais aux championnats du monde de triathlon d'hiver et la médaille d'argent en relais aux championnats d'Europe de triathlon d'hiver 2003.

## Biographie
Pratiquant d'abord le ski de fond et le triathlon d'hiver, Anna découvre les sports de montagne et notamment le skyrunning lors de ses études à l'Institut Nacional d'Educació Física de Catalunya. Elle remporte ses premiers titres de championne d'Espagne de triathlon d'hiver en 1999 puis en 2001.
Le 3 février 2002, elle profite de l'absence des favorites Sigrid Lang, Gabi Pauli et Karin Möbes lors de la manche de Stoos de la Coupe du monde de triathlon d'hiver pour s'emparer de la deuxième place derrière Marianne Vlasveld. Elle se classe finalement deuxième de la Coupe derrière cette dernière. Le 24 février, elle prend part aux championnats du monde de triathlon d'hiver à Brusson et remporte la médaille de bronze en relais avec Inmaculada Pereiro et Ana Casares.
Le 2 février 2003, elle participe aux championnats d'Europe de triathlon d'hiver à Donovaly. Sur l'épreuve de relais dominée par les Allemandes, elle décroche la médaille d'argent avec Inmaculada Pereiro et Naia Alzola. Deux semaines plus tard avec les mêmes coéquipières, elle remporte à nouveau le bronze sur le relais des championnats du monde à Oberstaufen. Le 16 mars, elle se classe septième et meilleure Espagnole de la manche de La Partacua. L'épreuve comptant comme championnats nationaux, elle remporte son troisième titre. Elle connaît une bonne saison en skyrunning. Grâce à trois podiums, elle se classe deuxième de la Skyrunner World Series, quatre points derrière sa compatriote Teresa Forn.
Le 6 mars 2004, elle est annoncée comme l'une des favorites sur la manche de Coupe du monde de triathlon d'hiver à Candanchú qui fait également office de championnats d'Espagne. Elle se fait cependant battre par Ana Folkegard pour le titre national tandis que la Tchèque Šárka Grabmüllerová remporte l'épreuve. Elle connaît une excellente saison de skyrunning durant l'été. Le 23 mai, elle lutte au coude-à-coude avec sa compatriote Ester Hernàndez sur le parcours de Zegama-Aizkorri et parvient à prendre l'avantage en fin de course pour s'imposer avec une minute d'avance. Le 1er août, elle est d'abord menée par la Britannique Ruth Pickvance lors de la montée de la Dolomites SkyRace. Anna prend tous les risques dans la descente pour la doubler et remporter la victoire. Elle s'empare ainsi de la tête du classement provisoire de la Skyrunner World Series. Elle conclut la saison avec une modeste huitième place au Mount Kinabalu Climbathon mais suffisante pour remporter le classement final de la Skyrunner World Series avec dix points d'avance sur l'Italienne Emanuela Brizio.

## Palmarès en skyrunning
| no   | féminin            | Course                                       | Longueur | Départ            | Temps           |
| ---- | ------------------ | -------------------------------------------- | -------- | ----------------- | --------------- |
|      | Médaille d'argent  | Challenge du Montcalm                        | 35 km    | 19 août 2000      | 4 h 29 min 15 s |
| 40e  | Médaille d'or      | Maratón Alpino Madrileño                     | 40 km    | 10 juin 2001      | 4 h 56 min 49 s |
|      | Médaille d'argent  | Maratón Alpino Madrileño                     | 42,2 km  | 16 juin 2002      | 6 h 3 min 39 s  |
|      | Médaille de bronze | Maratón Alpino Madrileño                     | 42,2 km  | 15 juin 2003      |                 |
|      | Médaille de bronze | Kilomètre Vertical Face De Bellevarde        | 2,9 km   | 12 juillet 2003   |                 |
|      | Médaille de bronze | Cervinia SkyMarathon                         | 30 km    | 7 septembre 2003  |                 |
| 90e  | Médaille d'or      | Zegama-Aizkorri                              | 42,2 km  | 23 mai 2004       | 5 h 27 min 51 s |
|      | Médaille de bronze | SkyMarathon Sentiero 4 Luglio                | 42 km    | 4 juillet 2004    | 5 h 57 min 32 s |
|      | Médaille d'or      | Dolomites SkyRace                            | 22 km    | 1er août 2004     | 2 h 48 min 17 s |
| 98e  | 4e                 | Zegama-Aizkorri                              | 42,2 km  | 29 mai 2005       | 5 h 12 min 59 s |
|      | Médaille de bronze | Dolomites SkyRace                            | 22 km    | 24 juillet 2005   | 2 h 46 min 35 s |
| 28e  | 5e                 | Marathon de Pikes Peak                       | 42,2 km  | 21 août 2005      | 4 h 43 min 19 s |
|      | 4e                 | Trofeo Scaccabarozzi - Sentiero Delle Grigne | 28 km    | 18 septembre 2005 | 3 h 30 min 42 s |
|      | 4e                 | SkyMarathon Sentiero 4 Luglio                | 42 km    | 1er juillet 2007  | 5 h 50 min 38 s |
|      | Médaille d'or      | Marathon du Montcalm                         | 42,5 km  | 18 août 2007      | 5 h 30 min 48 s |
|      | Médaille d'argent  | Mount Kinabalu Climbathon                    | 21 km    | 25 août 2007      | 3 h 46 min 28 s |
|      | Médaille d'argent  | OSJ Ontake SkyRace                           | 28 km    | 2 septembre 2007  |                 |
| 102e | 4e                 | Zegama-Aizkorri                              | 42,2 km  | 23 septembre 2007 | 5 h 20 min 13 s |

## Palmarès en triathlon d'hiver
Le tableau présente les résultats les plus significatifs (podium) obtenus sur le circuit national et international de triathlon d'hiver depuis 2002.
| Année | Compétition                                                        | Pays      | Position           | Temps           |
| ----- | ------------------------------------------------------------------ | --------- | ------------------ | --------------- |
| 2004  | Coupe du monde - Candanchú                                         | Espagne   | Médaille de bronze | 1 h 25 min 15 s |
| 2003  | Championnats d'Europe de triathlon d'hiver en relais - Donovaly    | Slovénie  | Médaille d'argent  | 1 h 28 min 50 s |
| 2003  | Championnats du monde de triathlon d'hiver en relais - Oberstaufen | Allemagne | Médaille de bronze | 1 h 5 min 37 s  |
| 2003  | Championnats d'Espagne de triathlon d'hiver - La Partacua          | Espagne   | Médaille d'or      | 1 h 41 min 34 s |
| 2002  | Coupe du monde - Stoos                                             | Suisse    | Médaille d'argent  | 2 h 0 min 9 s   |
| 2002  | Championnats du monde de triathlon d'hiver en relais - Brusson     | Italie    | Médaille de bronze | 1 h 51 min 42 s |